# Іллан Діллі
«Іллан Діллі» — чорно-білий художній фільм, завершальний серед серії кінокартин про пригоди «червоних дияволенят»: «Червоні дияволенята», «Савур-могила», «Злочин княжни Ширванської», «Покарання княжни Ширванської». Знятий в 1926 році Держкінпромом Радянського Союзу. Фільм перейшов в суспільне надбання. Як зазначено в титрах, фільм знімався без сценарію.

## Сюжет
Завершивши службу в Червоній Армії, «червоні дияволенята» Міша, Том і Дуняша, а також дочка мірошника Оксана, влаштовуються в Баку на роботу в лабораторію одного з підприємств нафтової промисловості. По ходу фільму з'являється ряд кадрів, які детально описують походження нафти, її хімічний склад тощо. Дуняша і Оксана знайомляться з дружинами з гарему шахрая Уссейнова і переконують їх піти від нього, щоб самим будувати нове життя в Радянській державі. Уссейнов вирішує помститися: він викрадає Дуняшу і Оксану і відвозить їх на безлюдний острів Ілла Діллі («Зміїне жало»), що знаходиться поруч з турецьким кордоном. Там, за його задумом, вони повинні були померти від голоду і спраги. Однак Міші і Тому за допомогою прикордонників вдається звільнити дівчат. Тим часом, Том починає відчувати до Дуняши романтичні почуття. З'являються дві пари — Міша і Оксана й Том і Дуняша. В кінці фільму герої вирішують, які імена дати дітям, що народилися у них.

## У ролях
- Павло Єсиковський — Міша
- Софія Жозеффі — Дуняша
- Кадор Бен-Салім — Том Джексон
- Світлана Люкс — Оксана
- Марія Якобіні — епізод

## Знімальна група
- Режисер: Іван Перестіані
- Автор сценарію: Іван Перестіані
- Оператор: Олександр Дігмелов
- Художник: Федір Пуш
- Асистент режисера: Патвакан Бархударов